# Библиотекарь (серия фильмов)
«Библиотекарь» (англ. The Librarian) — серия фильмов (франшиза) о Библиотекаре, охраняющем древние магические реликвии в старинной библиотеке. С помощью различных спутников и союзников Библиотекарь должен обеспечивать безопасность библиотеки и бороться против врагов, желающих захватить власть и уничтожить мир.
Главную роль в фильмах сыграл Ноа Уайли.
Также, с 2014 года на канале TNT выпустили сериал «Библиотекари», повествующий о продолжении данной франшизы. Главными героями выступают следующее поколение библиотекарей, но периодически в сериале мелькает библиотекарь — Флинн Карсен.

## Фильмы

### Библиотекарь: В поисках копья судьбы (2004)
Флинн Карсен узнаёт о том, что он — Библиотекарь. Вместе со своей спутницей Николь он отправляется на поиски частей древнего артефакта — копья судьбы, за которым также охотится Змеиное Братство, желающее использовать копьё в злых целях.
Режиссёр: Питер Уинтер.

### Библиотекарь 2: Возвращение в Копи Царя Соломона (2006)
Флинн вместе с очередной спутницей Эмили отправляется на поиски копей царя Соломона и книги «Ключ Соломона», способной переписать историю. Они должны не позволить врагам найти копи раньше и использовать Ключ Соломона во вред.
Режиссёр: Джонатан Фрейкс.

### Библиотекарь: Проклятие чаши Иуды (2008)
Новый опасный артефакт, который ищет Флинн — Чаша Иуды, способная воскресить вампира. В Нью-Орлеане Флинн встречает девушку-вампира Симону и вместе с ней отправляется на поиски чаши. Симона хочет найти и отомстить вампиру, который обратил её, а Флинн — не дать преступникам воскресить полчища вампиров.
Режиссёр: Джонатан Фрейкс.